# Restormel
Restormel (kornisch: Rostorrmoel) war ein District mit dem Status eines Borough in der Grafschaft Cornwall in England; er war benannt nach dem Schloss Restormel Castle. Verwaltungssitz war die Stadt St Austell. Ein weiterer bedeutender Ort ist Newquay.
Der District wurde am 1. April 1974 gebildet und entstand aus der Fusion des Borough St Austell with Fowey, des Urban District Newquay und des Rural District St Austell. Am 1. April 2009 wurden neben Restormel auch alle weiteren Districts in Cornwall abgeschafft und in einer einzigen Unitary Authority vereinigt.
Der deutsche Partnerkreis von Restormel ist Dithmarschen.

## Parishes
Zum Zeitpunkt der Auflösung des Distrikts umfasste sein Gebiet 24 Gemeinden (Parish):
| - Colan - Crantock - Fowey - Grampound with Creed - Lanlivery - Lostwithiel | - Luxulyan - St Mawgan - Mevagissey - Newquay - Roche - St Blaise | - St Columb Major - St Dennis - St Enoder - St Ewe - St Goran - St Mewan | - St Michael Caerhays - St Sampson - St Stephen-in-Brannel - St Wenn - Treverbyn - Tywardreath |

Der Bereich von St Austell lag als unparished area außerhalb dieser Strukturen. Erst im Rahmen der Auflösung des Districts 2009 entstanden dort vier Parishes, neben St Austell selbst noch Carlyon, Pentewan Valley und St Austell Bay.